# Вінцентув (гміна Відава)
Вінцентув (пол. Wincentów) — село в Польщі, у гміні Відава Ласького повіту Лодзинського воєводства.
Населення — 120 осіб (2011).
У 1975-1998 роках село належало до Серадзького воєводства.

## Демографія
Демографічна структура станом на 31 березня 2011 року:
|          | Загалом | Допрацездатний вік | Працездатний вік | Постпрацездатний вік |
| -------- | ------- | ------------------ | ---------------- | -------------------- |
| Чоловіки | 56      | 9                  | 41               | 6                    |
| Жінки    | 64      | 14                 | 27               | 23                   |
| Разом    | 120     | 23                 | 68               | 29                   |